# Larksville
Larksville es un borough ubicado en el condado de Luzerne en el estado estadounidense de Pensilvania. En el año 2000 tenía una población de 4,694 habitantes y una densidad poblacional de 381 personas por km².

## Geografía
Larksville se encuentra ubicado en las coordenadas 41°15′31″N 75°55′38″O / 41.25861, -75.92722.

## Demografía
Según la Oficina del Censo en 2000 los ingresos medios por hogar en la localidad eran de $35,467 y los ingresos medios por familia eran $41,211. Los hombres tenían unos ingresos medios de $33,993 frente a los $21,998 para las mujeres. La renta per cápita para la localidad era de $16,196. Alrededor del 13.6% de la población estaba por debajo del umbral de pobreza.